# Sabi

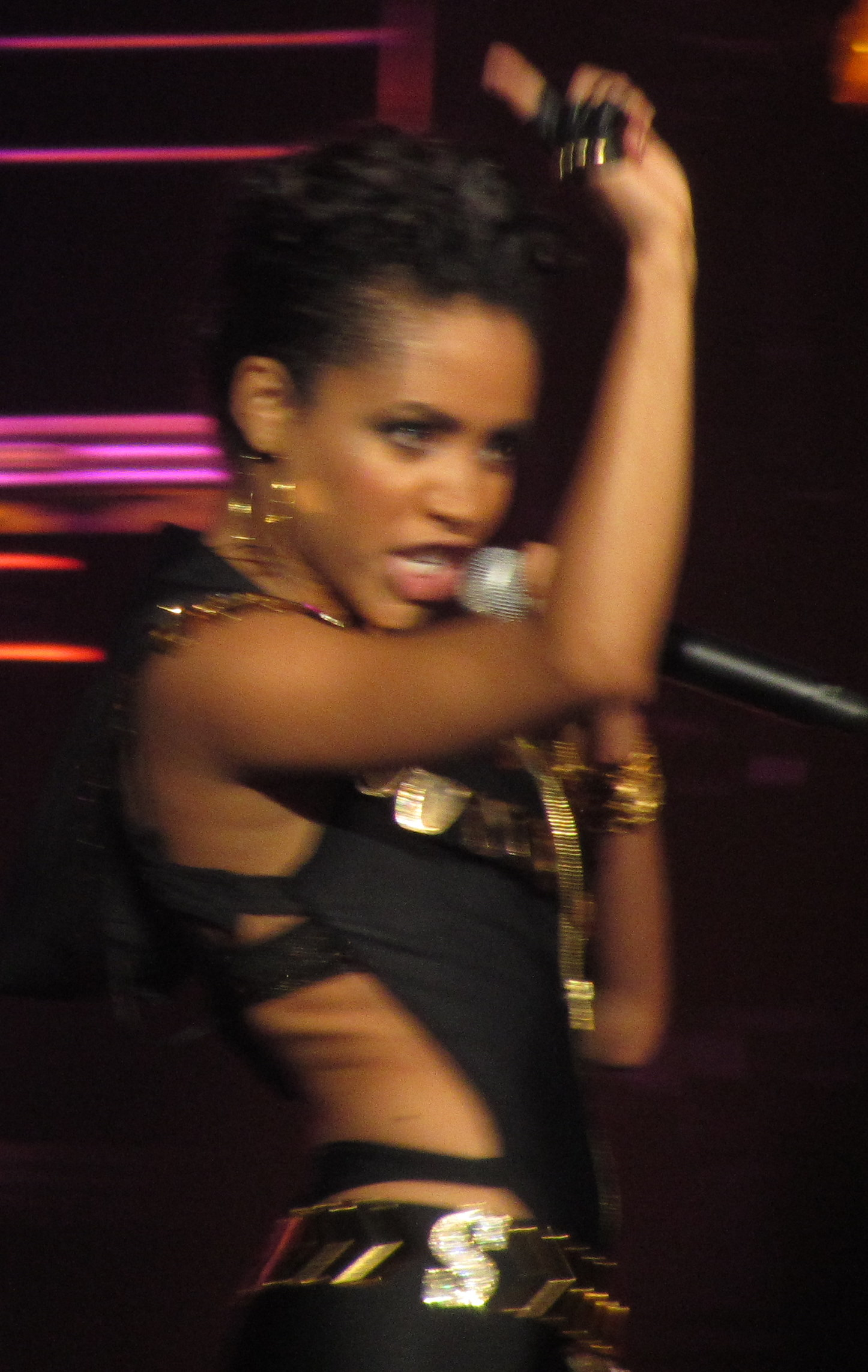
Sabi em 2011.

Jenice Dena "Sabi" Portlock (Inglewood, Califórnia, 24 de novembro de 1988) é uma cantora, compositora, dançarina e atriz estadunidense, que já integrou o grupo The Bangz. Atualmente trabalha para a Warner Bros. Records.
Os destaques da sua carreira vão para a sua participação no single You Make Me Feel... (2011), da banda Cobra Starship, e na faixa "(Drop Dead) Beautiful", que faz parte do álbum Femme Fatale (2011), de Britney Spears.